# Computronium
Computronium ist eine hypothetische Substanz, die die optimale Form eines Computing-Substrats hinsichtlich Rechenleistung und Effizienz für eine gegebene Menge an Materie darstellt. Durch technische Modifizierung und Anordnung der umgebenen Materie wird die theoretisch erreichbare Grenze des Möglichen angenähert.
Der Begriff kann sich dabei sowohl auf eine theoretisch perfekte Anordnung hypothetischer Materialien beziehen, die mit Hilfe von Nanotechnologie auf molekularer, atomarer oder subatomarer Ebene entwickelt worden wären (wobei es sich bei dieser Interpretation von Computronium um ein Unobtainium handeln könnte), als auch auf die mit aktuell verfügbaren und genutzten Computermaterialien bestmögliche erreichbare Form.

## Bandbreite des Begriffs
Die Physiker Norman Margolus und Tommaso Toffoli vom Massachusetts Institute of Technology stellten 1991 die Hypothese auf, dass Computronium als eine Art „programmierbare Materie“ verwendet werden kann, also als Substrat für die Computermodellierung praktisch aller realen Objekte.
Der US-amerikanische Zukunftsforscher Raymond Kurzweil prognostiziert, dass die Menschheit bis zum Ende des 21. Jahrhunderts dazu in der Lage sein wird, Computronium in großem Maßstab herzustellen, dessen theoretische Rohrechenleistung er auf etwa 5 × 1050 Berechnungen in der Sekunde pro Kilogramm schätzt.
Er geht davon aus, dass der Mensch nach der technologischen Singularität zunächst die Materie der Erde, dann die anderen Himmelskörper des Sonnensystems (einschließlich der Sonne) und schließlich den Rest des Universums in Computronium umwandeln wird, weil er ein solches universelles Computronium-Computer-Substrat für die sinnvollste Unterbringung für eine Superintelligenz hält. Kurzweil erwartet, dass das gesamte Universum in 200 Jahren mithilfe hochintelligenter Nanobots mit Computronium gefüllt worden sein wird, wenn Wurmlöcher oder andere Mittel Fortbewegung mit Überlichtgeschwindigkeit ermöglichen. Laut ihm hätte ein solches Unterfangen das Potenzial dazu, das natürliche Ende des Universums zu verhindern, indem die Menschheit auf intelligente Art und Weise über die Zukunft des Universums entscheiden wird.
Laut der vom britischen Physiker John D. Barrow erstellten Barrow Scale, einer modifizierten Variante der Kardaschow-Skala, welche die Entwicklungsstufe extraterrestrischer Zivilisationen kategorisieren soll, wäre es denkbar, dass fortgeschrittene Zivilisationen nicht immer mehr Raum und Ressourcen beanspruchen, sondern ihren bereits zur Verfügung stehenden Raum zunehmend optimieren, beispielsweise indem sie um ihren Stern ein Matrjoschka-Gehirn bestehend aus mehreren Schichten von Computronium errichten.
Daneben wird die Bezeichnung Computronium im Zusammenhang mit Science-Fiction-Erzählungen verwendet.